# Marlothiella gummifera
Marlothiella es un género monotípico perteneciente a la familia Apiaceae. Su única especie, Marlothiella gummifera, es originaria de Namibia. Es el único género de la tribu Marlothielleae.

## Descripción
Es un arbusto enano perennifolio que alcanza un tamaño de  0.1 - 0.4 m de altura a una altitud de 0 - 100 metros en Namibia. Se encuentra en la grava de cuarcita, entre las rocas en la arena  y en paredes rocosas, en las zonas arenosas o afloramientos rocosos.

## Taxonomía
Marlothiella gummifera fue descrita por  Karl Friedrich August Hermann Wolff y publicado en Bot. Jahrb. Syst. 48: 263 1912.